# Czesław Skonka
Czesław Leon Skonka (ur. 11 kwietnia 1931 w Łodzi, zm. 21 czerwca 2019 w Gdańsku) – polski ekonomista, pisarz i działacz krajoznawczy związany z Pomorzem Gdańskim.

## Życiorys
Urodził się w 1931 w Łodzi, w rodzinie Stefana i Zofii z domu Palmowskiej. Brat Krystyny i Leszka. Podczas II wojny światowej mieszkał we wsiach Brzeziny i Paprotnia k. Łodzi.
Po wojnie ukończył XIII Liceum Ogólnokształcące dla Pracujących w Łodzi. Maturę zdał (w trybie korespondencyjnym) w Liceum im. Karola Marcinkowskiego w Poznaniu (1953). Po odbyciu zasadniczej służby wojskowej w listopadzie 1953 przeprowadził się do Gdańska, gdzie pracował m.in. jako robotnik w Stoczni Gdańskiej, instruktor kulturalny hoteli robotniczych, instruktor turystyki oraz zaocznie studiował ekonomię w Katedrze Geografii Ekonomicznej Wyższej Szkoły Ekonomicznej w Sopocie, którą ukończył w 1964. Od kwietnia 1954 był członkiem Polskiego Towarzystwa Turystyczno-Krajoznawczego.
Pracował w przedsiębiorstwach państwowych, w tym m.in. jako wicedyrektor Pewexu. Od 1955 współpracował z prasą, publikując m.in. w „Dzienniku Bałtyckim”, „Kaszëbë”, „Głosie Wybrzeża”, „Turyście”, „Literach”. Ponadto był gdańskim korespondentem Warszawskiej Turystycznej Agencji Prasowej. W 1991 założył i został redaktorem czasopisma „Pieśń skrzydlata” poświęconego dziejom hymnów narodowych, był również twórcą i pierwszym redaktorem (1958–1966) czasopisma PTTK „Jantarowe Szlaki”, prezesem Stowarzyszenia Miłośników Tradycji „Mazurka Dąbrowskiego”, współpracownikiem Muzeum Hymnu Narodowego w Będominie oraz przewodniczącym komisji Krajoznawczej Zarządu Wojewódzkiego PTTK w Gdańsku. Wygłaszał odczyty, organizował sesje popularnonaukowe zarówno w Polsce, jak i w Dreźnie, Kijowie, Berdyczowie i Wiedniu. Był także inicjatorem i twórcą ok. 20 izb pamięci narodowej (w tym Izby Pamięci Izydora Gulgowskiego w Iwicznie), z których kilka przekształcono w muzea. Był członkiem Związku Piłsudczyków RP Towarzystwo Pamięci Józefa Piłsudskiego Okręg Gdański, od 18 marca 2015 ppłk ZP RP. 
Zmarł w Gdańsku, pochowany 25 czerwca 2019 na cmentarzu Łostowickim (kwatera 136-1-7).

## Publikacje
- „Izba Pamięci Wincentego Pola w Gdańsku – Sobieszewie. Kronika dziesięciolecia 1974–1984” (1985)
- „Jan III Sobieski na Pomorzu Gdańskim” (1985)[2]
- „Śladami Wincentego Pola” (1989)[16]
- „Śladami Józefa Piłsudskiego w Gdańsku” (1989)[5]
- „Śladami Józefa Wybickiego na Pomorzu” (1990)[17]
- „Śladami generała Hallera. W 75 lecie zaślubin Polski z morzem” (1995)[5]
- „Przejdziem Wisłę, przejdziem Wartę…” (1996)[18]
- „Na szlakach Błękitnego Generała. W 80-lecie przybycia Błękitnej Armii z Francji do Polski (1919–1999) i zaślubin Polski z morzem (1920–2000)” (2000)
- „Śladami Stefana Żeromskiego na Pomorzu. W 75-lecie śmierci pisarza (1925–2000)” (2001)[2]
- „Śladami Zaślubin Polski z Morzem” (2002)
- „Słownik biograficzny Hallerów i hallerczyków” (2004)
- „Za Gdańsk i brzeg morza…” (2005)
- „Hallerczycy Pomorza i ich potomkowie” (2006)[5]
- „Saga rodu Hallerów” (2008)[19]
- „Pomorskie ślady Marszałka Józefa Piłsudskiego” (2008)[5]
- „Kamieniec. Śladami twórcy „Mazurka Dąbrowskiego” (2008)[2]

## Ordery i odznaczenia
- Krzyż Oficerski Orderu Odrodzenia Polski (15 lipca 1997)[6]
- Krzyż Kawalerski Orderu Odrodzenia Polski (1980)
- Złoty Krzyż Zasługi (1972)
- Medal „Opiekun Miejsc Pamięci Narodowej”
- Medal Rodła
- Medal Księcia Mściwoja II (2008)[11]
- Medal Aleksandra Janowskiego
- Medal Mikołaja Kopernika
- Medal Konstytucji 3 Maja
- Medal 300-lecia Akademii Zamojskiej
- Odznaka „Zasłużony Działacz Kultury”
- Złota Odznaka „Za opiekę nad zabytkami”
- Złota Odznaka „Zasłużony Pracownik Morza”
- Złota Honorowa Odznaka PTTK[10][12]
- Złota Odznaka „Zasłużony w pracy PTTK wśród młodzieży” (1988)
- Odznaka honorowa „Zasłużonym Ziemi Gdańskiej”
- Odznaka „Zasłużony Działacz Turystyki”
- Odznaka „Zasłużony Działacz Towarzystwa Rozwoju Ziem Zachodnich”
- Odznaka „Zasłużony Działacz Frontu Jedności Narodu”
- Odznaka „Za zasługi dla Gdańska”
- Złota Odznaka Klubu „Spójnia” Gdańsk

Źródło:.

## Nagrody i wyróżnienia
- Nagroda „Ziemi” za wieloletnią działalność krajoznawczą i walny udział w stworzeniu Muzeum Hymnu Narodowego (2013)[7][10]
- Nagroda Prezydenta Miasta Gdańska w Dziedzinie Kultury z okazji jubileuszu 10-lecia czasopisma „Pieśń Skrzydlata” (2001)
- Nagroda Prezydenta Miasta Gdańska w Dziedzinie Kultury za całokształt pracy społeczno-kulturalnej (2004)
- Nagroda Prezydenta Miasta Gdańska w Dziedzinie Kultury z okazji jubileuszu 15-lecia czasopisma „Pieśń Skrzydlata” (2007)
- Nagroda Prezydenta Miasta Gdańska w Dziedzinie Kultury z okazji jubileuszu 20-lecia czasopisma „Pieśń Skrzydlata” (2011)
- tytuł Zasłużonego Instruktora Krajoznawstwa (1990)
- tytuł Honorowego Obywatela Miasta Skarszewy

Źródło:.